# Пісняр-лісовик золотистий
Пісняр-лісовик золотистий (Setophaga petechia) — дрібний комахоїдний птах, один з найпоширеніших представників свого роду, а то й усієї родини піснярових (Parulidae).

## Поширення
Гніздиться майже на всій території Північної Америка та зимує в північних районах Америки Південної. На Карибських островах трапляється цілий рік.

## Опис

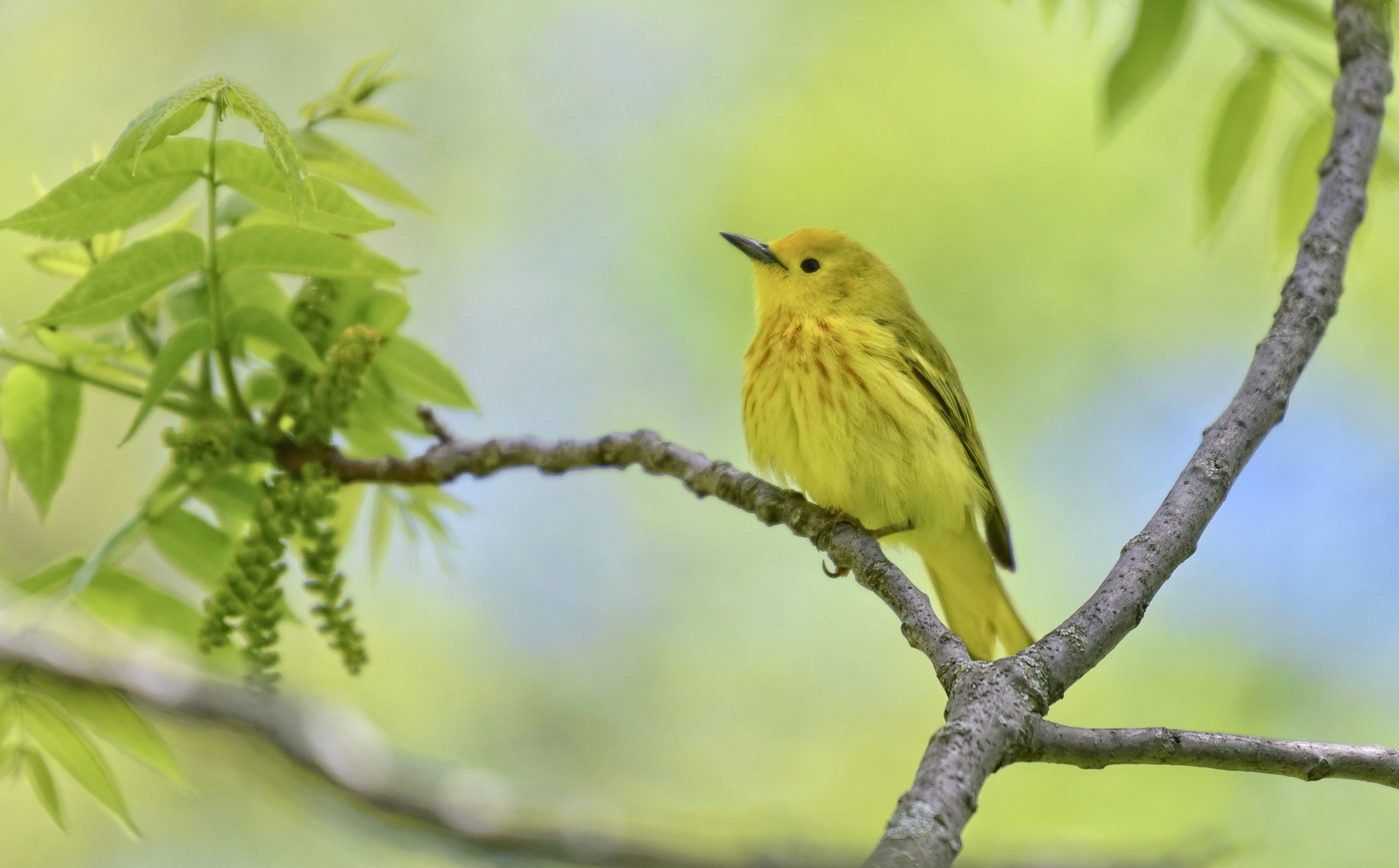
Самиця на гілці

Дрібний птах (близько 12 см в довжину) з характерним цитриновим забарвленням, на якому у дорослих особин, більше в самців, проступають цеглясто-бурі поздовжні пацьорки на грудях та боках, а криючі пера на крилах та хвості - сіруваті, також більш виразні у дорослих самців. Поза тим, не в період розмноження самці і самиці не дуже відрізняються ані кольором, ані розміром. Є деякі специфічні відмінності у тропічних підвидів у вигляді бурої шапочки чи бурого забарвлення всієї голови. Загальна закономірність - темніший верх, світліший низ.

## Спосіб життя
Птах пурхає по гілках дерев і кущів (особливо часто можна побачити на вербах), вишукуючи дрібних комах. Може ловити комах, які намагаються втекти, на льоту, однак в основному ловить їх у листі та складках кори. Іноді живиться ягодами та клює соковиті плоди. Полюбляє прибережні зони, узлісся і чагарники. 
Самці приваблюють самиць короткою пісенькою з кількох послідовних звуків, поєднаних у стакато.
Будує малі, але дуже міцні гнізда, у які самиця відкладає 3—6 яєць. Вигодовуванням молоді займаються обоє батьків.